# Владислав Пасіковський
Владислав Пасіковський (пол. Władysław Pasikowski; народився 14 червня 1959, Лодзь) — польський режисер і сценарист. Найбільшу популярність йому принесли фільми «Кролль», «Пси», «Колоски» і «Джек Стронг».

## Біографія
Владислав Пасіковський народився 14 червня 1959 року в Лодзі. Високий на зріст — 202 см. Його батько був капельдинером в кінотеатрі.
З 1978 по 1983 рік Владислав навчався на кафедрі культурології Лодзинського університету, потім, з 1983 по 1988 рік — на режисерському відділенні Лодзинської кіношколи.
Почав працювати на телебаченні в 1988 році, до 1991 року був асистентом режисера в телесеріалі «Прикордоння у вогні». У 1991 році Пасіковський випустив свій дебютний фільм «Кролль», в якому виступив в якості режисера і сценариста. З тих пір брав участь у створенні понад 15 фільмів, багато з яких були відзначені різними кінопреміями.
Найуспішнішим фільмом у кар'єрі Пасіковського польські кінокритики вважають картину «Пси», відзначаючи, що створений ним образ головного героя Франца Маурера у виконанні Богуслава Лінди став одним із найвідоміших у польському кінематографі.
У 2002 році Владислав керував постановкою «Хто боїться Вірджинії Вулф?» на сцені театру «Повшехни».
За видатний внесок у польську культуру, досягнення в творчості і художній діяльності, в 2014 році Пасіковський був нагороджений Лицарським хрестом Ордена Відродження Польщі.
У 2015 році був нагороджений срібною медаллю «За заслуги в культури Gloria Artis».

## Фільмографія
| Рік  | Фільм                                 | Режисер | Сценарист | Актор |
| ---- | ------------------------------------- | ------- | --------- | ----- |
| 1991 | Кролль                                | Так     | Так       |       |
| 1992 | Пси                                   | Так     | Так       |       |
| 1994 | Пси 2                                 | Так     | Так       |       |
| 1996 | Солодко-гіркий                        | Так     | Так       | Так   |
| 1998 | Демони війни                          | Так     | Так       |       |
| 1999 | Операція Самум                        | Так     |           |       |
| 2001 | Замовлення на кілера                  | Так     | Так       |       |
| 2004 | Мент                                  | Так     |           |       |
| 2007 | Катинь                                | Так     |           |       |
| 2008 | Мент 2                                | Так     |           |       |
| 2012 | Ганс Клосс: Ставка більше, ніж смерть | Так     |           |       |
| 2012 | Колоски                               | Так     | Так       |       |
| 2014 | Джек Стронг                           | Так     | Так       |       |
| 2014 | Варшавське повстання                  | Так     |           |       |
| 2018 | Пітбуль. Останній пес                 | Так     | Так       |       |
| 2018 | Свідок                                | Так     |           |       |

## Нагороди та номінації
| Год  | Нагорода                                 | Категорія                    | Робота        | Результат |
| ---- | ---------------------------------------- | ---------------------------- | ------------- | --------- |
| 1991 | Кінофестиваль у Гдині                    | Найкращий режисерський дебют | Кролль        | Перемога  |
| 1991 | Кінофестиваль у Гдині                    | Спеціальный приз жюри        | Кролль        | Перемога  |
| 1992 | Кінофестиваль у Гдині                    | Найкращий режисер            | Пси           | Перемога  |
| 1993 | Золотий гусак                            | Найкращий режисер            | Пси           | Перемога  |
| 1993 | Премія ЯнушаЗайделя                      | Ja, Gelerth                  | Номінація     |           |
| 1996 | Кінофестиваль в Гдині                    | Найкращий режисер            | Сладко-гіркий | Перемога  |
| 2012 | Орли                                     | Найкращий фільм              | Колоски       | Номінація |
| 2013 | Єрусалимський міжнародний кінофестиваль  | Найкращий фільм              | Колоски       | Перемога  |
| 2014 | Camerimage                               | Найкращий фільм              | Джек Стронг   | Номінація |
| 2014 | PuchonInternationalFantasticFilmFestival | Найкращий фільм              | Джек Стронг   | Номінація |
| 2014 | Орли                                     | Найкращий режисер            | Джек Стронг   | Номінація |
| 2014 | Орли                                     | Найкращий сценарій           | Джек Стронг   | Номінація |
| 2014 | Орли                                     | Найкращий фільм              | Джек Стронг   | Номінація |
| 2014 | Орли                                     | Приз глядацьких симпатій     | Джек Стронг   | Номінація |